# 대구동부중학교
대구동부중학교(大邱東部中學校)는 대한민국 대구광역시 수성구 만촌동에 있는 공립 중학교이다.

## 학교 연혁
- 1980년 1월 24일 : 동부여자중학교 설립 인가 (30학급)
- 1980년 3월 1일 : 초대 안준상 교장 취임
- 1980년 3월 5일 : 제1회 입학식 (1,012명)
- 1980년 8월 14일 : 신축교사 준공 이전
- 2002년 3월 1일 : 남녀공학제 실시에 따른  ‘대구동부중학교’  로 개명
- 2002년 5월 11일 : 학교 급식 실시
- 2007년 11월 19일 : 교내 한빛샘 도서관 개관
- 2010년 11월 23일 : 다목적 강당 개관
- 2015년 6월 22일 : 중간 뜰 녹색명상숲 조성
- 2022년 2월 7일 : 제40회 졸업식(214명, 총 졸업생수 21,824명)
- 2022년 3월 1일 : 제19대 최정애 교장 부임
- 2022년 3월 2일 : 제43회 입학식(9학급)

## 참고 자료
- 대구동부중학교 - 한국교육학술정보원 학교알리미